# نظام ذاكرة افتراضية مفتوح
نظام الذاكرة الافتراضية المفتوح (بالإنجليزية: Open Virtual Memory System)‏ (أوبن في إم إس )، والمعروف مسبقاً باسم  ڤي أيه إكس - 11/ ڤي إم إس (VAX-11/VMS)،  ڤي أيه إكس / ڤي إم إس (VAX/VMS) و (غير رسمياً)  ڤي إم إس (VMS)، هو نظام تشغيل خواديم الحاوسب راقٍ والذي يتم تشغيله على كلٍ من ڤي إيه إكس (VAX) وهو إحدى معماريات مجموعة تعليمات الحاسوب، ألفا (DEC Alpha) ومجموعات معالج الإيتانوم للحاسوب. وعلى النقيض مع ما يستدعيه الاسم، فإن نظام الذاكرة الافتراضية المفتوح ليس ببرمجية مفتوحة المصدر؛ على الرغم من ذلك، فإن قوائم المصدر متاحة للشراء. هذا وعلى النقيض كذلك مع بعض أنظمة التشغيل الأخرى القائمة على الإطار الرئيسي (mainframe-oriented operating systems)، فإن نظام الذاكرة الافتراضية المفتوح يستمتع بخاصية واجهة تفاعل المستخدم الرسومية والتي تُكَمِّل دعم الرسوم. وكانت شركة معدات الحاسوب الرقمية فاكس (VAX) واحدةً من بين ثلاث محطات عملٍ في قمة خطوط المبيعات خلال فترتي الثمانينات والتسعينات من القرن العشرين. ويتمتع (ڤي إم إس) بدعم برمجيات دي تي بي (DTP) وسي أيه إي (CAE) المحترفة. كما تم الارتقاء بالأنظمة القائمة على (آيه إكس بي) AXP من خلال برنامج آيه إس آيه بي (ASAP) الرقمي (رابطة شراكة التطبيقات والبرمجيات Association of Software and Application Partners)، كما أنه يمكن العثور عليه في «دليل تطبيقات ألفا» الشامل. هذا ويدعم نظام الذاكرة الافتراضية آيه إكس بي محولات مكتبة الرسوميات المفتوحة  ومنفذ الرسوميات السريع. كما أنه تم استخدامه كذلك في مجال التربية والتعليم  وكذلك لاستخدام الهواة في المنزل.
كما يمثل نظام الذاكرة الافتراضية المفتوح نظاماً متعدد المستخدمين، حيث أنه يعتبر نظاماً تشغيلياً قائم على الذاكرة العشوائية متعددة العمليات العلاجية والذي صُمِمَ ليُستخدم في مشاركة الوقت (التايم شيرينج) (بالإنجليزية: time sharing)‏، المعالجة بالدفعات، الوقت الحقيقي (ريل تايم) (بالإنجليزية: real-time operating system)‏ (حيث يمكن وضع أولويات العملية العلاجية في مكانةٍ أعلى من مهام نظام التشغيل الجوهرية)، ومعالجة التعاملات (بالإنجليزية: transaction processing)‏. كما أنه يجعل النظام عالي الإتاحة من خلال العنقدة الحوسبية، أو القدرة على توزيع النظام على العديد من الآلات المادية المتعددة. مما يسمح للنظام بتقليل احتمالية التأثر بالكوارث «متسامحاً مع الكارثة» (disaster-tolerant)  ضد الكوارث الطبيعية التي قد تعيق مرافق معالجة البيانات الفردية. وكذلك يشتمل نظام الذاكرة العشوائي على نظام أولوية العملية والذي يسمح بتشغيل عمليات الوقت الحقيقي بدون التعرض لعائقٍ يمنعها عن العمل، بينما تحصل عمليات المستخدم على أولويةٍ مؤقتةٍ «تعزيزاتٍ» (boosts) لو لزم الأمر.
يُسَوِّق نظام الذاكرة الافتراضية المفتوحة العديد من السمات التي تعتبر حالياً متطلباتٍ معياريةٍ لأي نظام تشغيل راقٍ للخادم. ومن تلك السمات:
- شبكة الحاسوب المتكاملة (المعروفة أصلياً بديك نت (DECnet) ومؤخراً بحزمة بروتوكولات الإنترنت [18])
- العمليات المتعددة سواءً المتماثلة، غير المتناظرة أو الذاكرة غير موحدة الوصول (NUMA)، والتي منها العنقودية الحاسوبية (clustering [19]).
- نظام الملفات الموزع (فايلز- 11 (Files-11) [20]).
- سمات قواعد البيانات المتكاملة والتي منها خدمات تسجيل الإدارة (بالإنجليزية: Record Management Services)‏ وقواعد البيانات الطبقية مثل أوراكل آر دي بي (بالإنجليزية: Oracle Rdb)‏.[21]
- دعم لغات برمجة الحاسوب المتعددة.[22][23]
- آلية التوافقية المقياسية للاستدعاءات فيما بين لغات البرمجة المختلفة.[24]
- قشرة اللغة الأمرية الموسعة (اللغة الأمرية الرقمية (بالإنجليزية: DIGITAL Command Language)‏).[25][26]
- تقسيم معدات المعالجات المتعددة.[27]
- مستوى الأمن المرتفع.[28][29][30][31]

غالباً ما تنتقي البيئات مشروعية الطبقة وتستخدم نظام الذاكرة الافتراضية المفتوح من أجل العديد من الأغراض والتي منها خادم البريد (بالإنجليزية: mail server)‏، الخدمات الشبكية، التحكم في عمليتي التصنيع والنقل والسيطرة عليهما، التطبيقات الحرجة وقواعد البيانات، وخاصةً تلك البيئات التي تمثل فيها عملية الوصول للبيانات والأنظمة الجهوزية (uptime) حالةً حرجةً. حيث أفادت التقارير الواردة مرات عمل النظام الجهوزية (up-times) لعقدٍ من الزمن أو أكثر ، كما أن سماتٍ كرولينج أب جريد (Rolling Upgrades) والعنقدة تسمح للتطبيقات العنقودية والبيانات بأن تظل متاحة للوصول إليها باستمرارٍ في أثناء يتم أداء أو عمل صيانة برمجيات نظام التشغيل أو حتى المعدات الحاسوبية، بل وعندما يتعرض مركز البيانات الكلي للتدمير. ومن المستهلكين المستخدمين لنظام الذاكرة الافتراضية المفتوح البنوك والخدمات المالية المصرفية، المستشفيات والرعاية الصحية، خدمات المعلومات الشبكية، بالإضافة إلى المصانع الصناعية للعديد من المنتجات المتنوعة.

## التأريخ

### التأصيل والمسميات المتغيرة
بدأت شركة المعدات الرقمية (بالإنجليزية: Digital Equipment Corporation)‏ في إبريل 1945 العمل على مشروعٍ لتصنيع المعدات الحاسوبية، اسمه الكودي ( ستار  أو النجم )، وذلك لتصميم امتداد العنوان الافتراضي 32- بيت الخاص بخط حاسوبها PDP-11. كما بدأ مشروع برمجي قرين، تحت الاسم الكودي ( النجيم  starlet) في عام 1975 لتطوير نظام تشغيل جديدٍ كلياً، قائم على RSX-11M متعدد المستخدمين ‏، لأسرة ( النجم  Star) من المعالجات. وكانا هاذان المشروعان متكاملان من يومهما الأول. وكان جوردن بيل (Gordon Bell)  نائب الرئيس العامل على مشروع معدات (في أيه إكس VAX) ومعماريته. في حين عمل روجر جورد كقائد برنامج عمل مشروع (النجيم)، مع مهندسي البرمجيات ديف كاتلر (والذي سيرأس فيما بعد تطوير ويندوز إن تي التابع لميكروسوفت)، ديك هازدفت (Dick Hustvedt)، وبيتر ليبمان (Peter Lippman)، الذين مثلوا جميعاً قادة المشروع الفنيين، حيث تولى كلٌ منهم المسؤولية عن مساحةٍ معينةٍ من نظام التشغيل. وقد توجت أعمال مشروعي النجم والنجيم بحاسوب VAX 11/780 ونظام تشغيل VAX-11/VMS. كما انتعش اسم النجيم في نظام الذاكرة الافتراضية كمسماً لمكتبات النظام الرئيسية، والتي منها ستارلت دوت أوه إل بي (STARLET.OLB) وستارلت دوت إم إل بي (STARLET.MLB).
إلا أنه وبمرور الزمن تغير الاسم، فقد تم إعادة تسميته في عام 1980، وذلك مع إطلاق نسخة 0.2، ليصبح الاسم VAX/VMS (وفي الوقت ذاته مع تغيير اسم كمبيوتر VAX-11 للصورة البسيطة VAX). فمع إنتاج سلسلة ميكرو في أيه إكس (بالإنجليزية: MicroVAX)‏ مثل MicroVAX I، MicroVAX II، وMicroVAX 2000 في الفترة من منتصف إلى أواخر الثمانينات من القرن العشرين، أطلقت ديجيتال إصدارات «ميكرو ڤي إم إكس» خاصةً تلك المستهدفة لتلك الأرصفة التي تقتصر على ذاكرة محدودة جداً وسعة قرصٍ محدودةٍ كذلك؛ مثل أصغر MicroVAX 2000 يحتوي على قرص صلب سعة 40 ميجا بايت وبذاكرة وصول عشوائي قصوى تصل إلى 6 ميجا بايت، كما أنه يجب لوحدة معالجته المركزية أن تقوم بمحو بعضاً من تعليمات فاصلة ڤي أيه إكس العائمة في البرنامج. كما تم إطلاق أجهزة نظام الذاكرة الافتراضية الدقيق (MicroVMS) لأجهزة VAX/VMS 4.4 وحتى VAX/VMS 4.7 على شرائط TK50 الرقمية (Digital Linear Tape) وأقراص RX50 المرنة، إلا أنها أوقفت العمل مع VAX/VMS 5.0. وفي 1991، أُعيد تسميت النظام مرةً أخرى ليصبح نظام الذاكرة الافتراضية المفتوح (OpenVMS) بهدف الإشارة إلى دعمها لمعايير الصناعة مثل توافق بوزيكس ويونكس، ولإسقاط وصلة المعدات نتيجة أن المنفذ لمعالج ديجيتال لمجموعة تعليمات بنية الحاسب ديك ألفا 64- بيت (64-bit Alpha RISC) كان في طور التطوير. ومن ثم فاسم (نظام الذاكرة الافتراضية المفتوح) ظهر للمرة الأولى بعد إطلاق إصدار 5.4-2.

### المنفذ لديك ألفا
أسفر استخدام منفذ نظام الذاكرة الافتراضية لألفا عن إنتاج مكتبات لكود المصدر ثانيةٍ ومنفصلةٍ (قائمةً على أداة إدارة كود المصدر والمعروفة باسم في دي إي VDE) لمكتبة كود المصدر ڤي أيه إكس (VAX 32-bit) بالإضافة إلى مكتبةٍ ثانيةٍ وجديدةٍ لمعماريات 62 بيت ألفا (و منفذ الإيتانيوم اللاحق). في حين شهد عام 1992 إطلاق أول إصدارٍ لنظام الذاكرة الافتراضية المفتوح لأنظمة Alpha AXP، المحدد باسم  OpenVMS AXP V1.0 . إلا أن قرار استخدام الإصدار 1.x المتسبب في ترقيم تيار عمليات إطلاق جودة ما قبل الإنتاج لنظام الذاكرة الافتراضية المفتوح AXP في إحداث ربكةٍ لبعض المستخدمين ولم يتم تكراره في منفذ الرصيف التالي للإيتانيوم.
و في عام 1994، ومع إطلاق الإصدار 6.1 من نظام الذاكرة الافتراضية المفتوح، تم تحقيق سمة التطافؤ (وترقيم الإصدارات) فيما بين متنوعات ڤي أيه إكس VAX وألفا Alpha. فهذا ما كان يُطلق عليه عملية إطلاق التكافؤ الوظيفي ، في المواد التسويقية لهذا العصر. على الرغم من ذلك، فقد كانت بعض السمات مفقودة مثل الصور التشاركية، والتي تم تنفيذها في الإصدارات اللاحقة. كما ظلت ترقيمات الإصدارات اللاحقة لنظام VAX وألفا للمنتج متوافقةً من خلال الإصدار 7.3، على الرغم من تباين ألفا فيما بعد مع إتاحة إصدارات V8.2 وV8.3.
و لمزيدٍ من التفاصيل العامة حول منفذ بوابة ألفا، اطلع على كتاب «الذكرى العشرين لنظام الذاكرة الافتراضية المفتوح» أو بالإنجليزية [OpenVMS 20th Anniversary"http://h71000.www7.hp.com/openvms/20th/ "]. أما للمعلومات الفنية التقنية عن الموضوع ذاته، اطلع على المجلة الفنية ديجيتال – الإصدار الرابع – العدد الرابع.

### المنفذ لإيتانيوم إنتل
في يناير 2001، ومباشرةً قبيل استحواذ هوليت-باكارد عليها، أعلنت كومباك عن منفذ (port) نظام الذاكرة الافتراضية المفتوح لمعمارية إيتانيوم إنتل. حيث تم إنجاز هذا المنفذ باستخدام كود المصدر المحفوظ غالباً ضمن مكتبة كود مصدر ألفا لنظام الذاكرة الافتراضية المفتوح (OpenVMS Alpha source code library)، مع الوحدات الإضافية الشرطية حيث تكون التغييرات الخاصة للإيتانيوم مطلوبة. كما تم اختيار مجمع (pool) ألفا لنظام الذاكرة الافتراضية المفتوح ليكون القاعدة للمنفذ حيث أنه كان أكثر تنقلاً بصورةٍ دالةٍ من كود المصدر VAX لنظام الذاكرة الافتراضية المفتوح الأصلي، وبسبب أن مجمع كود مصدر ألفا كان بالفعل كفؤاً 64- بيت تماماً (على عكس مجمع كود مصدر ألفا VAX). هذا ومع استخدام منفذ ألفا، تحركت سابقاً العديد من صور الاعتماد على معدات VAX إلى داخل معدات شركة ألفا SMR لأجل نظام الذاكرة الافتراضية المفتوح. مما جعل السمات اللازمة لنظام الذاكرة الافتراضية المفتوح تتحرك فيما بعد من SRM إلى داخل (نظام الذاكرة الافتراضية المفتوح 164) كجزءٍ من منفذ الإيتانيوم.
وعلى النقيض مع المنفذ من VAX إلى ألفا، والذي تم استخدام فيه لقطةً لقاعدة كود VAX حوالي V5.4-2  كقاعدةٍ لإطلاق ألفا ومجمع كود مصدر 64 بيت ثم تباين، حيث تم بناء إصداري OpenVMS Alpha و164 (إيتانيوم) من نظام الذاكرة الافتراضية المفتوح وتم صيانتهما والحفاظ عليهما باستخدام مكتبة كود مصدر شائع وكذلك أدواتٍ شائعةٍ عامةٍ. ويعتبر نظام شبط كود مصدر البرنامج المحوري لنظام الذاكرة الافتراضية مفتوح المصدر هو (بيئة تطوير نظام الذاكرة الافتراضية VMS Development Environment)؛ اطلع على عتاد تنصيب VDE.
وفي 30 يونيه 2003 و18 ديسمبر 2003، كان هناك إصدارات للمنتج متمثلان في OpenVMS I64 V8.0، وV8.1. وكانت تلك الإصدارات الجديدة لصالح منظمات هوليت باكارد وبائعوا الطرف الثالث المشتركين في حزم برامج المنافذ لـ نظام الذاكرة الافتراضية المفتوح 164 (OpenVMS I64).
وفيما يلي بعض إصدارات OpenVMS I64:
OpenVMS I64 V8.2 ، أول إصدار إيتانيوم لجودة المنتج، والذي تم شحنه في 13 يناير 2005. كما أن إصدار A V8.2 متاحٌ كذلك لأرصفة ألفا.
OpenVMS I64 V8.2-1 ، مضيفاً الدعم لإتش بي إنتجريتي سوبردوم والأنظمة الخلوية، وقد تم إطلاقه في سبتمبر 2005. كما يعتبر V8.2-1 متاحاً لأرصفة إيتانيوم فقط.
OpenVMS I64 V8.3 ، الذي تم إطلاقه لأرصفة إيتانيوم في سبتمبر 2006. ولكنه متوفر أيضاً لأرصفة ألفا.
OpenVMS I64 V8.3-1H1 ، تم إطلاقه في أكتوبر 2010. فهو يحدد سمات دعم بنية c-Class Integrity BladeServer. اطلع على الإعلان الكامل لمزيدٍ من التفاصيل، وكذلك الإطلاع على معلومات إتش بي بلايد سيستم لتفاصيلٍ عن منتجات بلايد سيرفر التابعة لإتش بي.
OpenVMS I64 and Alpha V8.4 ، تم إطلاقه في يونيه 2010. اطلع على إعلان إطلاق OpenVMS V8.4 للتفاصيل.
و لمزيدٍ من التفاصيل عن منفذ OpenVMS لإيتانيوم، يمكنك الإطلاع على مجلة OpenVMS الفنية - الإصدار 6. وعلى الأخص، يمكنك الإطلاع على مقالة منفذ نظام الذاكرة الافتراضية المفتوح صوب التكامل وبالإنجليزية "Porting OpenVMS to Integrity". كما أنه تتوفر معلوماتٌ حول إطلاق OpenVMS من إصدار V4.0 إلى الإصدار الحالي، هذا مع توفير قائمةٍ بتحديث مسارات الأسئلة المتكررة حول OpenVMS وعلى موقع أنظمة إتش بي للذاكرة الافتراضية المفتوحة

### الترتيب الزمني لعمليات الإطلاق الرئيسية
| التاريخ          | الإصدار  | ملاحظات                                           |
| ---------------- | -------- | ------------------------------------------------- |
| 25 أكتوبر 1977   | V1.0     | إطلاق تجاري مبدأي                                 |
| إبريل 1980       | V2.0     | VAX-11/750                                        |
| إبريل 1982       | V3.0     | VAX-11/730                                        |
| سبتمبر 1984      | V4.0     | VAX 8600 ‏ وMicroVMS (لغرض الاستخدام مع MicroVAX)  |
| إبريل 1988       | V5.0     | VAX 6000                                          |
| نوفمبر 1992      | V1.0     | أول إصدار خاص لألفا (OpenVMS AXP)                 |
| يونيه 1993       | V6.0     | VAX 7000 و10000 ‏                                  |
| إبريل/ مايو 1994 | V6.1     | صدور أعدادٍ من VAX وAlpha AXP                      |
| يناير 1996       | V7.0     | عنوان افتراضي 64 بيت كامل على ألفا                |
| 1997             | V7.1     |                                                   |
| يونيه 2003       | V8.0     | توفر محدود لـ eval for Integrity                  |
| فبراير 2005      | V8.2     | إطلاق ألفا وإيتانيوم الشائع العام                 |
| سبتمبر 2006      | V8.3     | دعم المحور المزدوج لألفا وإيتانيوم (dual-core)    |
| أكتوبر 2007      | V8.3-1H1 | c-Class Integrity بلاد سيرفر دعم                  |
| يناير 2010       | V8.4     | الدعم الإضافي للتشغيل كمضيف آلةٍ افتراضيةٍ تحت HPVM |

## السمات

### واجهة تفاعل المستخدم الرسومية
يستخدم نظام الذاكرة الافتراضية المفتوح (OpenVMS) واجهة تفاعل المستخدم (DECwindows Motif) (و القائمة على بيئة سطح المكتب الشائعة (بالإنجليزية: Common Desktop Environment)‏) والمتواجدة في طبقةٍ على قمة نظام الويندوز نظام الذاكرة الافتراضية المقتوح X11 التوافقي.

### التعنقد
يدعم نظام الذاكرة الافتراضية المفتوح التعنقد الحاسوبي (المعروف أولاً باسم VAXcluster ولاحقاً باسم VMScluster)، حيث تتشارك أنظمةٌ متعددةٌ تخزين القرص، العمليات العلاجية، القوائم الوظيفية وقوائم الطباعة، كما أنها جميعاً متصلةٌ إما من خلال معداتٍ خاصةٍ أو شبكةٍ محليةٍ معيارية الصناعة (غالباً ما تكون إيثرنت). فغالباً ما يُطلق على العنقود القائم على الشبكة المحلية LAVc، على خلفية شبكة عنقود نظام الذاكرة الافتراضية المفتوح المحلية (Local Area Network VMScluster)، والتي تسمح فيما بين العديد من الأمور الأخرى، بتغطية عقدة القمر الصناعي اللاقرصية فوق الشبكة باستخدام قرص نظام بوتنود (bootnode).
و قد تم إضافة نظام دعم VAXcluster لأول مرةٍ في الإصدار 4 من نظام الذاكرة الافتراضية المفتوح (VMS V. 4)، وو الذي تم تدشينه عام 1984. وهذا الإصدار دعَّم فقط التعنقد الحاسوبي لـ CI. إلا أن عمليات انطلاق الإصدارات V.4 كانت تدعم مؤخراً التعنقد الحاسوبي للشبكة المحلية LAN (LAVC)، هذا وم تحسين عملية دعم (LAVC) في إصدار 5 من نظام VMS (VMS V4)، والذي تم تدشينه في عام 1988.
كما أنه من المسموح خلط الربطات الداخلية وتقنيات العناقيد، والتي منها جيجا بيت إيثيرنت Gigabit Ethernet، إس سي إس آي SCSI، إف دي دي آي FDDI، دي إس إس آي DSSI، سي آي CI، ومحولات قناة الذاكرة (Memory Channel).
هذا ويدعم نظام OpenVMS حتى 96 عقدة مفردة، ويسمح كذلك بعناقيد المعماريات المختلطة، حيث يكون من الممكن تواجد كلٍ من أنظمة ألفا وVAX، أو أنظمة ألفا وغيتانيوم في عنقودٍ واحدٍ (حيث نجحت منظماتٍ عدةٍ في إدارة وتشغيل عناقيد ثلاثية المعمارية بالإضافة إلى تكويناتٍ عنقوديةٍ تصل إلى 10 عقدً، إلا أن إتش بي لم تدعم مثل تلك التكوينات.
على عكس العديد من حلول التعنقد الحاسوبي الأخرى، فإن VAXcluster يسمح بالكتابة والقراءة الشفافة والموزعة كليةً مع إغلاق مستوى التسجيل (بالإنجليزية: record-level locking)‏، والذي يعني أن نفس القرص وحتى نفس الملف يمكن الوصول إليه من خلال مجموعة عقدٍ عنقوديةٍ متعددةٍ في الوقت ذاته؛ وتحدث عملية الإغلاق فقط عند مستوى التسجيل الفردي لملفٍ ما، والذي سيكون عبارة عن خطٍ واحدٍ من النص أو تسجيلٍ واحدٍ في قاعدة بياناتٍ ما. وهذا يسمح ببناء خوادم قواعد بياناتٍ متاحةٍ مكررةٍ مضاعفةٍ.
و نلاحظ أن ربطات العنقود قد تمتد إلى الأمام إلى ما يصل 500 ميلاً، مما يسمح لعقد الأعضاء بأن تتواجد في بناياتٍ مختلفةٍ على مجمع مكاتب أو حتى مدناً مختلفةً.
كما يسمح تظليل المقدار القائم على المضيف للكميات (ذات الأحجام المختلفة) بأن يتم تظليلها من خلال العديد من الضوابط والمضيفين المتعددين، مما يسمح ببناء بيئاتٍ تتغلب على الكوارث.
كما أن الوصول التام لمدير القفل الموزع (بالإنجليزية: distributed lock manager)‏ أصبح متاحاً أمام مبرمجي التطبيقات، والذي يسمح بدوره للتطبيقات بتنسيق المصادر والأنشطة التحكمية (arbitrary) عبر عُقَدِ العنقود. ويشتمل هذا بصورةٍ واضحةٍ على عملية تنسيقٍ خماسية المستوى، إلا أن المصادر والأنشطة والعمليات والتي يمكن تنسيقها مع مدير القفل الموزع تعتبر تحكميةٍ تماماً.
هذا ومع الكفاءة المدعومة للترقيات المتبادلة ومع أقراص النظام المتعددة، فإنه يمكن صيانة بنايات العنقود على طول الخط وترقيتها أو تحديثها تدريجياً. مما يسمح لبنايات العنقود بالاستمرار في توفير التطبيقات والوصول للبيانات في أثناء ترقية وتحديث مجموعةٍ من عقد الأعضاء لاصدارات برميجة أحدث.
و لمزيدٍ من التفاصيل العامة انظر OpenVMS Cluster SPD. أما للاطلاع على تفاصيلٍ أكثر خصوصيةٍ، اطلع على الكتيبات والأدلة ذات الصلة بالعناقيد الحاسوبية المتوفرة هنا في مجموعات وثائق نظام الذاكرة الافتراضية المفتوح (OpenVMS).

### نظام الملفات
(بالإنجليزية: Files-11)‏
لنظام الذاكرة الافتراضية المفتوح نظام ملفاتٍ غنيٍ بالسمات، يتمتع بدعم نظام تشغيلٍ تسجيليٍ متدفقٍ، قوائم ضبط الوصول (Access Control List)، بالإضافة إلى إصدار الملفات. وهنا نلاحظ أن واجهة تفاعل المستخدم والتطبيقات المثالية ضمن نظام الملفات هي خدمات إدارة التسجيل (بالإنجليزية: Record Management Services)‏.
كما توفر المزيد من التفاصيل في كتيبات وأدلة برمجة (RMS Utilities and RMS)، وكذلك في الدليل المرجعي لـ I/O User، والتي تعتبر جميعها جزءً من مجموعة وثائق نظام الذاكرة الافتراضية المفتوح (OpenVMS). كما يمكنك الإطلاع على الوثائق المتاحة ل ODS2، وكتاب (VMS File Systems Internals)، بقلم كيربي ماكوي، ISBN 1-55558-056-4.

### الحفاظ على الوقت
يمثل نظام الذاكرة الافتراضية المفتوح نظاماً زمنياً (بالإنجليزية: system time)‏ حيث أن الرقم المكون من 64- بيت لفترات المائة ثانيةً نانويةً (و ذلك 10 ملايين وحدةً لكل ثانيةً؛ والمعروف كذلك بـ «كلنك» 'clunk') منذ فترة العهد (epoch). ويمثل عهد نظام الذاكرة الافتراضية المفتوح منتصف الليل قبيل 17 نوفمبر 1858، والتي تمثل بداية ترقيم التقويم اليوليوسي المعدَّل. وليس بالضرورة أن يتم تعديل الساعة وتحديثها كل 100 نانو ثانية؛ فعلى سبيل المثال، الأنظمة ذات العداد الوقتي للفترة الزمنية 100 هيرتز يضيف ببساطة 100.000 للقيمة كل مئوية للثانية. ويشتمل نظام التشغيل على آليةٍ لتعديل وضبط أي انحرافٍ للحفاظ على وقت الجهاز؛ حيث أنه عند معايرته أو فحصه مقابل معيار وقت قياسي، فإنها تحقق دقة أفضل من 0.01%. ونلاحظ أن كل أرصفة معدات نظام الذاكرة الافتراضية المفتوح تشتق سمة الحفاظ على الوقت من الساعة الداخلية الغير مصاحبة لتردد مصدر الطاقة المتغير.
و بينما يغلق النظام، فإن الوقت يتم الحفاظ عليه بواسطة ساعة الجهاز (وقت السنة Time - of - Year). حيث تحافظ تلك الساعة على الوقت بأقل دقة (ربما ثانية واحدة) وعموماً، فإن الدقة المنخفضة (غالباً ما تكون 0.025 % عكس 0.01%). وعندما يتم إعادة تشغيل النظام، فإن قيمة وقت 64 بيت التابعة لنظام الذاكرة الافتراضية يتم إعادة حسابها بناءً على الوقت المحفوظ من قِبَلِ ساعة (وقت السنة) والسنة الأخيرة المسجلة (المخزنة على قرص النظام).
هذا ومن المقرر أن يسمح كلاً من تفاصيل 100 نانوثانيةً التي يتم تنفيذها ضمن نظام الذاكرة الافتراضية المفتوح وتمثيل الوقت الحتمي 63 بيت (الإشارة بيت تشير إلى الوقت الحتمي عندما يكون واضحاً وضبط الوقت النسبي) بحسابات وقت نظام الذاكرة الافتراضية المفتوح البعيد عن المشاكل والتي تصل إلى 31-JUL-31086 02:48:05.47. حيث أنه في تلك اللحظة، ستفشل كل عمليات الحفاظ على الوقت وعمل الساعات في نظام الذاكرة الافتراضية المفتوح، حيث سيفيض العداد ويبدأ مرةً أخرى من الصفر.
و على الرغم من أن صيغة وقت نظام الذاكرة الافتراضية المفتوح الأصلية يمكن أن تمتد في المستقبل، إلا أن التطبيقات القائمة على مكتبة سريان الوقت C ستواجه مشكلاتٍ في الحفاظ على الوقت فيما وراء 19 يناير 2038، وذلك بسبب مشكلة سنة 2038 (بالإنجليزية: Year 2038 problem)‏. هذا وقد تواجه العديد من المكونات والتطبيقات كذلك مشكلات وقتٍ ذات صلةٍ بطول الحقل في عام 10000 (انظر مشكلة سنة 10.000 (بالإنجليزية: Year 10,000 problem)‏).
لمزيدٍ من المعلومات المفصلة عن الوقت والحفاظ على الوقت، وكذلك حول حفظ الوقت اليوم وعمليات عامل اختلاف توقيت المنطقة، يمكنك الإطلاع على أسئلة متكررةٍ وأجوبتها حول نظام الذاكرة الافتراضية المفتوح.

### البرمجة
توصف بيئة برمجة اللغة الشائعة في معيار استدعاء نظام الذاكرة الافتراضية المفتوح (OpenVMS Calling Standard) وكذلك في كتيبات وأدلة مفاهيم برمجة نظام الذاكرة الافتراضية المفتوح (OpenVMS Programming Concepts). مما يوفر فرص استدعاءات للغة المختلطة، ومجموعةٍ من تفاصيل اللغة، مكتبة وقت التشغيل (run-time library)، بالإضافة إلى روتين (برنامج تشغيل) خدمة النظام. ويتم تطبيق استدعاءات اللغة (language calls) ومكتبات وقت التشغيل في صور وضع المستخدم المتشاركة، في حين تمثل استدعاءات خدمة النظام (system services calls) عموماً جزءً من نظام التشغيل، أو جزءً من كود الوضع المميز. وكان هذا التمييز بين اللغة ومكتبات وقت التشغيل وخدمات النظام نظيفاً وواضحاً، إلا أن عملية التنفيذ والتفاصيل أصبحت أكثر عتمةٍ وقتامةٍ بمرور الوقت.
و قد تم دمج العديد من المرافق والأدوات، وكذلك إضافة العديد من اللغات والأدوات.
و تتوفر العديد من أمثلة البرمجة، انظر إلى المؤشرات في أسئلة وأجوبة متكررة حول نظام الذاكرة الافتراضية المفتوح.

### تصحي أخطاء البرمجة
يدعم مصحح أخطاء برمجة نظام الذاكرة الافتراضية المفتوح جميع مترجمين أو مصرِّفين شركة المعدات الرقمية والعديد من لغات الطرف الثالث كذلك. فهو يسمح بنقاط الانطلاق، نقاط المراقبة ومصح أخطاء برنامج وقت التشغيل سواءً باستخدام سطر الأوامر أو واجهة تفاعل المستخدم الرسومية. يمكنك الإطلاع على دليل مصحح أخطاء برمجة نظام الذاكرة الافتراضية المفتوح.

### بيئة اللغة الشائعة
و من ضمن سمات وملامح نظام الذاكرة الافتراضية المفتوح بيئة اللغة الشائعة (Common Language Environment)، والتي تمثل معيارمحدد بدقة يختص بتحديد اتفاقية استدعاء الوظائف أو الدوال والروتين، والتي منها استخدام المكدس، السجلات، إلخ، وذلك بصورةٍ مستقلةٍ عن لغة البرمجة. وبسبب هذا، فمن الممكن استدعاء روتينٍ مكتوبٍ بلغةٍ ما (على سبيل المثال فورتران) من لغةٍ أخرى (مثل كوبول)، وذلك بدون الحاجة إلى معرفة تفاصيل عملية التنفيذ للغة المستهدفة. ويتم تطبيق نظام OpenVMS نفسه في العديد عددٍ متنوعٍ من اللغات المختلفة (بصورةٍ أساسيةٍ بليس (BLISS)، فاكس ماكرو (VAX Macro) ولغة السي) (في تعليقات مجموعة أخبار omp.os.vms المنشورة لأعضاء هندسة إتش بي لنظام الذاكرة الافتراضية المفتوح)، وبيئة اللغة الشائعة ومعيار الاستدعاء يدعم بحرية خطل هذه اللغات معاً، ومعهم لغة أيدا، فورتران، بيسيك، ولغاتٍ أخرى كذلك. إلا أن هذا يتناقض مع نظاماً كيونكس، والذي يتم تطبيقه تقريباً وبصورةٍ تامةٍ مع لغة السي.
لمزيدٍ من التفاصيل حول تلك المصرفات (المترجمات) والمكتبات، اطلع على دلائل اللغة المتاحة على وثائق نظام الذاكرة الافتراضية المفتوح.
هذا وأصبح Macro32 (عبارة عن مجمع لنظام OpenVMS VAX، ومصرف (مترجم) على نظام ألفا OpenVMS Alpha وعلى OpenVMS I64) متاحاً ضمن ومتكاملاً في نظام الذاكرة الافتراضية المفتوح OpenVMS. كما أن مترجمات لغة بليس (BLISS) متاحة للتحميل من برمجيات نظام الذاكرة الافتراضية المفتوح المجانية، وكذلك العديد من المنافذ الأخرى للغات بيرك Perl، بي إتش بي، روبي، وأيضاً العديد من اللغات الأخرى. كما أن چاڤا متاحة كذلك للتحميل من موقع إتش بي چاڤا. إلا أن لغة السي، الفورتران ولغاتٍ أخرى تعتبر لغاتٍ تجاريةٍ، وومتوفرة للشراء.

### الأمن
كما يوفر نظام الذاكرة الافتراضية المفتوح العديد من سمات الأمن وآلياته، والتي منها مثلاً الكاشفات الأمنية، كاشفات المصادر، كاشفات الأنظمة الفرعية، قوائم ضبط الوصول (بالإنجليزية: access control list)‏، والفحوصات والإنذارات الأمنية المفصلة. هذا وقد قُيَّمَت إصداراتٍ خاصةٍ من النظام في التصنيف C2 لمركز أمن الحاسوب القومي التابع لوزارة الدفاع الأمريكية، ومع دعم خدمات SEVMS الأمنية المعززة، ضمن التصنيف B1 لمركز أمن الحاسوب القومي، وذلك في كل سلسلة قوس قزح (Rainbow Series) بمركز أمن الحاسوب القومي. هذا ويتمتع نظام الذاكرة الافتراضية المفتوح بتصنيف ITSEC E3. ولمزيدٍ من التفاصيل حول هذه التصنيفات وإصدارات OpenVMS المترابطة الخاصة وتصنيفاتها، يمكنك الإطلاع على مركز أمن الحاسوب القومي وصفحات المعايير المشتركة (بالإنجليزية: Common Criteria)‏، وقوائم المنتجات المرتبطة.
و لمعلوماتٍ حول آليات أمن OpenVMS، يمكنك الإطلاع على دليل نظام إتش بي للذاكرة الافتراضية المفتوح لأمن الأنظمة والمتاح على موقع وثائق نظام الذاكرة الافتراضية المفتوح. كما يمكنك أيضاً مطالعة معلومات أمن نظام الذاكرة الافتراضية العشوائي

### تطبيقات عبر الرصيف
يدعم نظام الذاكرة الافتراضية المفتوح أدوات الصناعية القياسية والتطبيقات التالية [هل المصدر موثوق به؟]:
- برنامج سامبا
- خادوم إتش تي تي بي أباتشي
- توم كات (Diskeeper)
- ديسكيبر (Diskeeper)
- زيب/ يونيزيب (إنفو- زيب) (Zip/Unzip)

## التوثيق والوثائق
تتوفر وثائق تشغيل نظام الذاكرة الافتراضية المفتوح والعديد من إصداراتها المختلفة الحديثة بالإضافة إلى العديد من منتجات محور نظام الذاكرة الافتراضية المفتوح الطبقية عبر شبكة الإنترنت على موقع إتش بي الإلكتروني .
هذا وتتوفر العديد من وثائق وصف منتجات البرمجيات (Software Product Description) للعديد من المنتجات المرتبطة بنظام الذاكرة الافتراضي المفتوح (بل لنظام الذاكرة الافتراضي المفتوح نفسه) على الموقع الإلكتروني . ويعتبر وصف منتجات البرمجيات مجموعةٍ من التوصيفات التمهيدية القانونية للعديد من المنتجات، والتي تحدد الإمكانيات المدعومة وسمات المنتجات.
كما يشتمل قسم الأسئلة المتكررة (FAQ) العديد من المعلومات والمؤشرات أو المحددات المصاحبة والمرتبطة بنظام الذاكرة الافتراضية المفتوح، كما أنها متاحة في صيغٍ مختلفةٍ على الموقع الإلكتروني .

### الإصدارات، حالة دعم البرمجيات
يتمثل إصدار نظام الذاكرة الافتراضية المفتوح الحديث في OpenVMS V8.4 لخواديم ألفا وإنتيجريتي، بالإضافة إلى إصدار OpenVMS V7.3 لخواديم VAX.
كما توفر إتش بي دعم الإصدار الحالي (Current Version Support) ودعم الإصدار السابق (Prior Version Support) وذلك لمختلف إصدارات OpenVMS. وتضمن خارطة طريق نظام الذاكرة الافتراضية المفتوح دعما الإصدار الاسبق للإصدارات العلمية (V5.5-2، V5.5-2H4، V6.2، V6.2-1H3، V7.3-2) حتى عام 2012، وحينئذٍ تنتهي فقط مع ملحوظة مسبقة للشهر الأربع والعشرين. في حين يتم توفير دعم الإصدار الحالي للإصدارات الحالية والإصدار السابق مباشرةً.

### معايير الصناعة القابلة للتطبيق
فيما يلي بعض المعايير الصناعية المذكورة في وثيقة توصيف منتجات برمجيات أنظمة الذاكرة الافتراضية المفتوحة
- ANSI X3.4-1986: أسكي
- ANSI X3.22-1973/FIPS 3-1: شريط مغناطيسي، 800 BPI ترميز من غير عودة للصفر  [لغات أخرى]‏
- ANSI X3.27-1987/FIPS 79: شريط مغناطيسي، تسميات وهياكل الأحجام (Labels and Volume Structures)
- ANSI X3.39-1986/FIPS 25: شريط مغناطيسي، 1600 BPI PE
- ANSI X3.40-1983: شريط مغناطيسي، غير مسجل
- ANSI X3.41-1974: ASCII سلاسل الضبط 7 بيت
- ANSI X3.42-1975: قيم رقمية لخيوط الرموز
- ANSI X3.54-1986/FIPS 50: شريط مغناطيسي، 6250 BPI GCR (Group code recording)
- ANSI X3.131-1986/ISO 9316(1989): سكزي-1
- ANSI X3.131-1994/ISO 10288(1994): SCSI-2
- ANSI/آي إي إي إي 802.2-1985: ضبط الرابطة المنطقية
- ANSI/آي إي إي إي 802.3-1985: إيثرنت CSMA/CD
- FIPS 1-2: كود لتفاعل المعلومات؛ يتضمن ANSI X3.4-1977(86)/FIPS 15; ANSI X3.32-1973/FIPS 36؛ ANSI X3.41-1974/FIPS 35; FIPS 7
- FIPS 16-1/ANSI X3.15-1976: Serial Comms Bit Sequencing; FED STD 1010
- FIPS 22-1/ANSI X3.1-1976: إرسال الإشارات المتزامن لـ DTE/DCE comms; FED STD 1013
- FIPS 37/ANSI X3.36-1975: إرسال الإشارات عالي السرعة المتزامن لـ DTE/DCE comms; GIPS 1001
- FIPS 86/ANSI X3.64-1979: ضوابط إضافية للاستخدام مع ASCII
- آيزو/آي إي سي 646: مجموعة رموز أيزو المشقفرة 7 بيت لتبادل المعلومات
- ISO 1001: شريط تسجيل مغناطيسي، تسكيات وهياكل الأحجام
- ISO 1863: شريط تسجيل مغناطيسي، 800 BPI NRZI
- ISO 1864: شريط تسجيل مغناطيسي، غير مسجل/ NRZI and PE
- ISO 2022: امتدادات الوقت لـ ISO 646
- ISO 3307: تمثيلات الوقت والتاريخ
- ISO 3788: شريط تسجيل مغناطيسي، 1600 BPI PE
- ISO 4873: أكواد الرموز 8 بيت
- ISO 5652: شريط تسجيل مغناطيسي، 6250 BPI GCR
- ISO 6429: سلاسل التحكم
- أيزو 9660: إصدارٌ متاحٌ على شبكة الإنترنت وهياكل الملفات

## برنامج هواة نظام الذاكرة الافتراضية المفتوح
على الرغم من كونه نظام تشغيل تجاري مملوك لأحد الشركات، فقد تم إتاحة، في عام 1977، نظام الذاكرة الافتراضية المفتوح وعددٍ آخرٍ من المنتجات الطبقية مجاناً للهواة، للاستخدام غير التجاري كجزءٍ من برنامج هواة نظام الذاكرة الافتراضية المفتوح (OpenVMS Hobbyist Program). ومنذ ذلك الحين، قامت العديد من الشركات التي تنتج نظام الذاكرة الافتراضية المفتوح بإتاحة منتجاتها تحت نفس البنود، ومنها مثلاً برمجيات المعالجة و أنظمة MVP.
و بحلول عام 2006، كان الوقت المطلوب للحصول على رخصة الهواة لا يتجاوز الأسبوع الواحد من البداي وحتى النهاية؛ أي من وقت التسجيل مع مجموعة مستخدمين عبر الحصول على الرخص ووسائط. ووسيط سي دي الهواة متوفر بسعر 30 دولاراً أمريكياً، مشتملةً على الشحن الدولي. هذها ونلاحظ عدم وجود أي تحميلاتٍ لبرمجيات بروتوكول نقل الملفات مجهولة الهوية للهواة.
يمكن الحصول على مزيدٍ من المعلومات حول برنامج الهواة على  و . كما أن عدداً من أنظمة الهواة مفتوحة أمام العامة، ومنها مثلاً Deathrow Cluster.
و يوفر بوتري هاك لاب Peotry Hacklab وصول لإثنتين من آلات VAX/VMS الموجودة في متحف فريكنت للحاسوب (Freaknet Computer Museum).

## العناوين الرئيسية المركزية المرتبطة بأنظمة الذاكرة الافتراضية المفتوحة
تشتمل المصطلحات والمختصرات المرتبطة بأنظمة الذاكرة الافتراضية المفتوحة على:
- نظام إدارة ضبط التطبيقات (Application Control Management System) - نظام ديجيتال لمعالجة المعاملات (transaction processing)، والذي غالباً ما يُستخدم مع مكونات خدمة نظام مدير المعاملات الموزعة التابع لنظام الذاكرة الافتراضية المفتوح DECdtm، ومع منتجات DECforms وRdb Oracle Rdb في التطبيقات القائمة مع متطلبات عمليات التحويلات.
- مصيدة النظام غير المتزامن (Asynchronous system trap).
- DECforms - خليفة ديجيتال لنظام إدارة الصيغ (Forms Management System).
- DECnet - معمارية شبكة ديجيتال الخاصة والتي تتضمن أيضاً بروتوكول عملية الصيانة (Maintenance Operation Protocol) أو MOP.
- XDELTA - مصححي أخطاء برمجة نظام الذاكرة الافتراضية المفتوح.
- لغة ديجيتال الأمرية (DIGITAL Command Language) - واجهة سطر الأوامر.
- ويندوز بيئة سطح المكتب الشائعة (Common Desktop Environment) - تطبيق ديجيتال لنظام النافذة اكس.
- علم حدث (event flag) - آلية تزامن بسيطة.
- ملف- 11 (Files-11) - نظام ملفات منخفض المستوى.
- لغة وصف الملف (File Description Language) - تحدد بنية ملف التسجيل/ المجال.
- نظام إدارة الصيغ (Forms Management System) - مُشَغِّل صيغة الجيل الأول مستقل اللغة التابع لديجيتال.
- نقل المنطقة المحلية (Local Area Transport) - بروتوكول الاتصالات غير القابلة للتوجيه والقائمة على الشبكة المحلية (لان) لدعم بيئة سطح المكتب الشائعة والخواديم الطرفية الأخرى.
- مدخلات مخرجات مصطفة (بالإنجليزية: Queued Input Output)‏؛ وجهة المدخلات/ الخرجات منخفضة المستوى.
- قاعدة بيانات أوراكل الارتباطية (Oracle Rdb) - هي عبارة عن قادة بيانات سيكويل ارتباطية متوافقة تصممها DEC ولكن أوراكل هي من تمتلكها اليوم.
- خدمات إدارة التسجيل (Record Management Services) - هي عبارة عن مدخل/ مخرج مستقل عن اللغة/ الأداة عالي المستوى.
- مكتبات وقت التشغيل (RTL) - أنظمة الروتين والوظائف المشتركة، والقابلة للاستدعاء من أي لغة.
- مجرَّة نظام الذاكرة الافتراضية المفتوح (OpenVMS Galaxy) - تنصيباتٍ أو تثبيتاتٍ لنظام الذاكرة الافتراضية المفتوح؛ إحدى صيغ تقسيم النظام.
- عناقيد نظام الذاكرة الافتراضية المفتوح - للزيادة، تحديثات المعدات الإضافية، أو لها القدرة على مواجهة الأزمات والكوارث.
- نظام 1032 (System 1032) - نظام إدارة قواعد البيانات عالية الأداء وبيئة تطوير التطبيق مصممة لدعم مجتمع مستخدمي أنظمة الذاكرة الافتراضية المفتوحة. والذي تستخدمه بعض الشبكات في فترتي الثمانينات والتسعينات من القرن العشرين، ولكن استخدامه تناقص في يومنا هذا.
- XQP- معالج المدخلات / المخرجات المصطفة الممتدة (eXtended QIO Processor)، والذي يُطَبِّق نظام ملفات (ملفات- 11).

لمزيدٍ من المعلومات حول المنتجات الطبقية، اطلع على وصف منتجات البرمجيات للمنتج. أما لمعلوماتٍ عن مكونات نظام الذاكرة الافتراضية المفتوح، اطلع على مجموعة وثائق نظام الذاكرة الافتراضية المفتوح.

## وصلات خارجية
- موقع أنظمة إتش بي للذاكرة الافتراضية المفتوحة
- النسخة الاحتياطية لنظام إتش بي للذاكرة الافتراضية المفتوحة وحامي بيانات إتش بي
- الذكرى العشرون لأنظمة الذاكرة الافتراضية المفتوحة (1997), تحتوي على وقائع تاريخية
- لذكرى الثلاثون لأنظمة الذاكرة الافتراضية المفتوحة (2007), تحتوي على وقائع تاريخية
- Arne Vajhøj's OpenVMS مرجعيات
- comp.os.vms مجموعة شبكة الاستخدام، محفوظات على مجموعات جوجل
- عنقود ديثرو لأنظمة الذاكرة الافتراضية المفتوحة، وصول مفتوح لأنظمة الذاكرة الافتراضية المفتوحة
- Hoffmanlabs.org أسئلة متكررة لأنظمة إتش بي للذاكرة الافتراضية المفتوحة
- Hoffmanlabs.org إسئلة متكررة لأنظمة إتش بي للذاكرة الافتراضية المفتوحة، موقع جديد
- سئلة متكررة لأنظمة المبتدئين للذاكرة الافتراضية المفتوحة
- معلومات تمهيدية لهواة أنظمة الذاكرة الافتراضية المفتوحة، على موقع هافنجتون دوت أورج
- MVP أنظمة
- OpenVMS.org
- برنامج هواة أنظمة الذاكرة الافتراضية المفتوح
- ركن مبرمجي أنظمة الذاكرة الافتراضية المفتوح، أساساً برامج إتش بي بيسيك
- مركز موارد أنظمة الذاكرة الافتراضية المفتوحة، OpenVMS FILESERV
- حلقة ويب نظام الذاكرة الافتراضية المفتوح
- برمجيات العملية
- غير قابل للقرصنة افتراضياً، ديف كون9
- نظام تشغيل أنظمة الذاكرة الافتراضية المفتوح يبلغ من العمر ثلاثين عاماً؛ والمستهلكون يؤمنون أنه يستطيع أن يصمد إلى الأبد.، InformationWeek، نوفمبر3, 2007